# Kanaguri Shisō

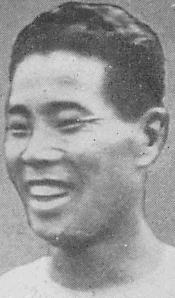
Kanaguri Shisō

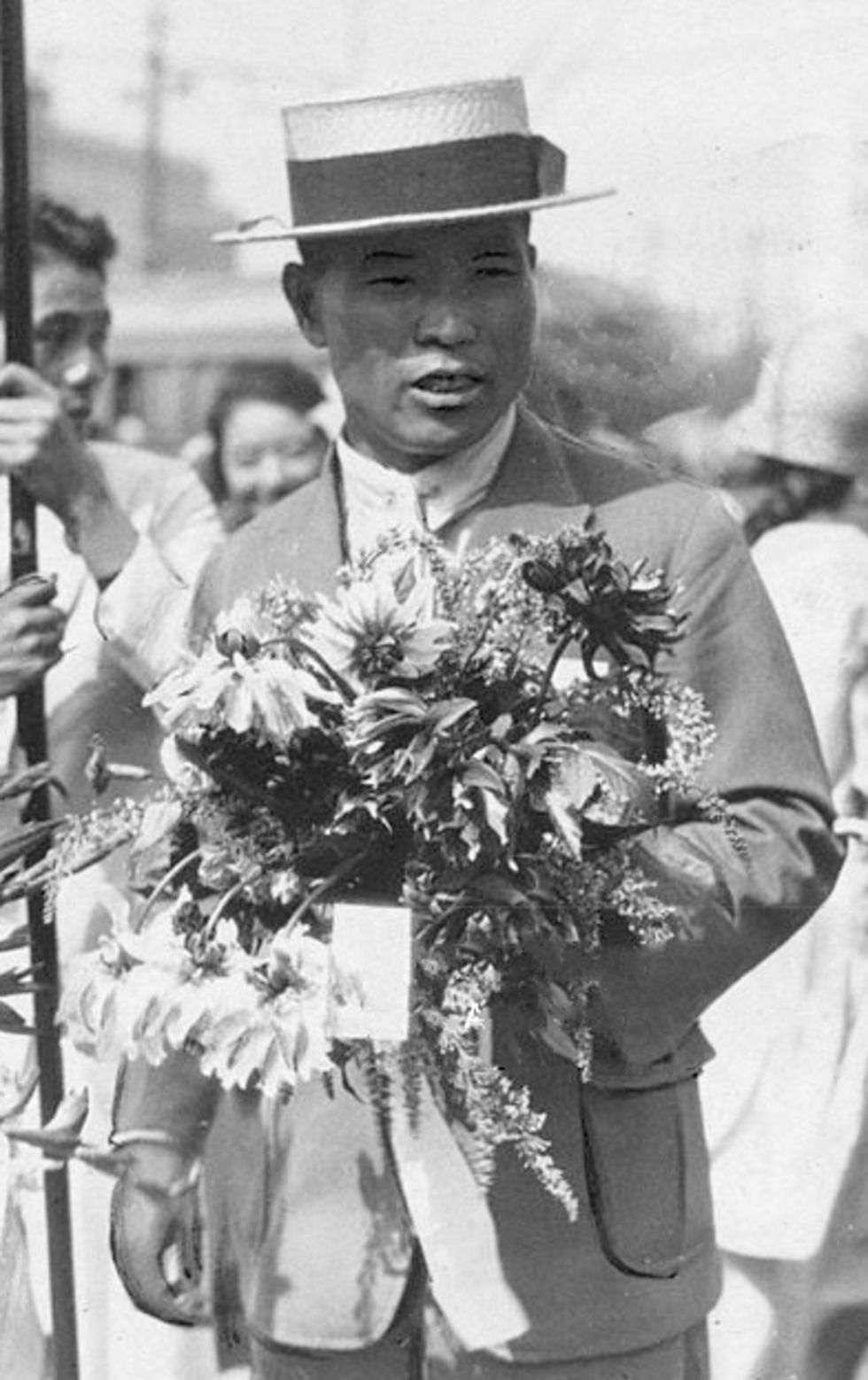
Kanaguri Shisō, 1924 bei seiner Rückkehr aus Paris

Kanaguri Shisō (jap. 金栗 四三; auch Kanakuri Shizō; * 20. August 1891 in Harutomi (heute: Nagomi), Präfektur Kumamoto; † 13. November 1983) war ein japanischer Marathonläufer und zusammen mit dem Sprinter Mishima Yahiko der erste japanische Athlet, der an den Olympischen Spielen teilnahm. Bekannt wurde er durch einen kuriosen Vorfall bei den Olympischen Spielen 1912 in Stockholm.
Kanaguri wuchs im Süden Japans auf. Er studierte in Tokio, wo Kanō Jigorō sein Talent für das Laufen entdeckte.
Er qualifizierte sich als einer von zwei Athleten, die Japan zum ersten Mal bei Olympischen Spielen vertreten sollten. Seine Kommilitonen sammelten Geld, damit er die weite Fahrt antreten konnte. Um Stockholm zu erreichen, musste er 18 Tage lang reisen, zunächst mit dem Schiff nach Wladiwostok, dann mit der Transsibirischen Eisenbahn per Zug quer durch Russland und über Finnland nach Schweden. Völlig erschöpft brauchte er fünf Tage, bis er wieder das Training aufnehmen konnte.
Der Marathon fand am letzten Tag der Olympischen Spiele statt. Die ungewöhnliche Hitze von 30 °C machte allen Athleten zu schaffen – der Portugiese Francisco Lázaro brach sogar zusammen und verstarb am darauffolgenden Tag. Auch Kanaguri machte keine Ausnahme. Als er bei Kilometer 26,7 durch den Stockholmer Vorort Sollentuna lief, verlor er kurzzeitig das Bewusstsein und wurde von einer Familie, die gerade in ihrem Garten saß, mit Getränken und der Möglichkeit, sich auszuruhen, versorgt.  Nachdem er seinen Durst gestillt und sich hingelegt hatte, verfiel er augenblicklich in Schlaf und wachte erst am nächsten Morgen auf, als man schon die Polizei beauftragt hatte, den vermissten Läufer zu suchen.
Angeblich schämte sich Kanaguri so sehr, dass er sich zunächst weigerte, nach Japan zurückzufahren. In den darauffolgenden drei Jahren gewann Kanaguri dann die nationalen Meisterschaften im Marathon. Bei den Olympischen Sommerspielen 1920 belegte er Platz 16, bei den Olympischen Spielen 1924 musste er aufgeben, nachdem er im selben Jahr mit 2:36:10 h einen Asienrekord aufgestellt hatte.
1957 wurde er mit dem Asahi-Preis ausgezeichnet. Im April 1967 reiste er dann, 75 Jahre alt und Universitätsprofessor, wieder nach Stockholm, setzte seinen Lauf von der Stelle fort, an der er damals die Ruhepause eingelegt hatte, und beendete 54 Jahre, 8 Monate, 6 Tage, 3 Stunden, 32 Minuten und 20,3 Sekunden nach dem Start den langsamsten Marathon aller Zeiten.